# Cölestin Weinzierl

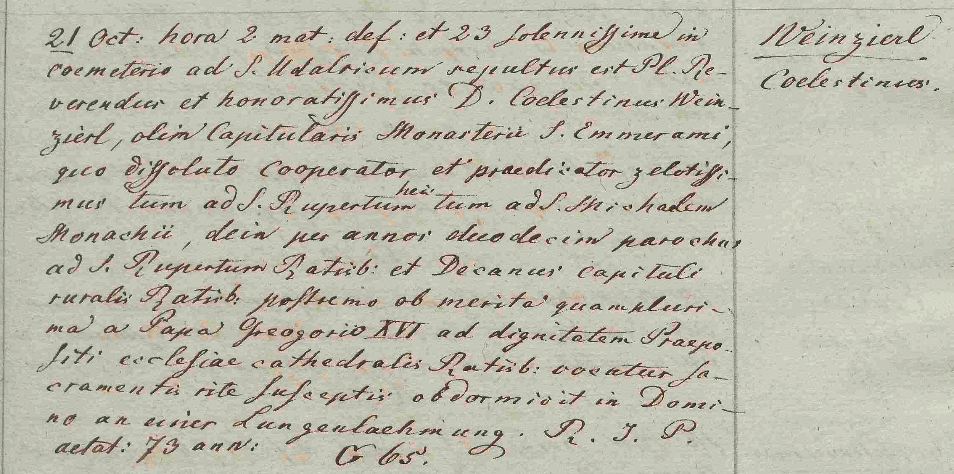
Sterbematrikel Coelestinus Weinzierl im Kirchenbuch von St. Rupert, Regensburg

Cölestin Weinzierl, OSB (* 23. August 1774 in Unterneuhausen als Philipp Bartholomäus Weinzierl; † 21. Oktober 1847 in Regensburg), war ein römisch-katholischer Priester, beliebter Prediger, Dompropst zu Regensburg und bayerischer Landtagsabgeordneter.

## Leben
Philipp Bartholomäus Weinzierl wurde als sechstes von 13 Kindern des Gastwirts Jakob Weinzierl und dessen Ehefrau Katharina geb. Neumayr, die einer Brauerfamilie in Pfaffenberg entstammte, im niederbayrischen Unterneuhausen geboren. Simon Weinzierl, Bierbrauer, Ökonom und Landtagsabgeordneter, war ein jüngerer Bruder. Beim Eintritt in die Reichsabtei Sankt Emmeram – seine Profess erfolgte 1794 – nahm er den Ordensnamen Cölestin an. Mit der Priesterweihe 1798 wurde er Kooperator bei St. Rupert, Regensburg, der dem Kloster St. Emmeram beigefügten Pfarrkirche, und behielt diese Funktion über die Säkularisation seines Klosters 1802/1803 hinaus bei.
Einige Predigten wie auch andere Werke des beliebten Predigers erschienen in gedruckter Form (vgl. den Abschnitt Weblinks), so etwa seine in der Alten Kapelle zu Regensburg gehaltene Rede zum 2. Jahrestag 1811 der Schlacht bei Eggmühl, die ihm die „Allerhöchste Zufriedenheit“ des Königs Max I. Joseph einbrachte.
1824 wurde Cölestin als königlicher Hofprediger nach St. Michael in München berufen. Im Oktober 1825 wurde ihm die Ehre zuteil, die Trauerrede in der Hofkirche St. Cajetan auf den verstorbenen bayerischen König Maximilian I. zu halten. 1831 kehrte er als Stadtpfarrer zurück nach Regensburg. Ferner wurde er dort Kreisscholarch. Von 1830 bis 1842 war er Abgeordneter des Bayerischen Landtags.
Die Krönung seines priesterlichen Wirkens erfuhr er, als er 1842 durch Papst Gregor XVI. zum Dompropst der Regensburger Kathedrale St. Peter erhoben wurde, einem Amt, das er bis zu seinem Tode im 74. Lebensjahr ausüben durfte.

## Werke (Auswahl)
- Rede am Jahrestag der Schlacht bey Eggmühl : beym feyerlichen, in der Kön. Baierischen Kollegiatstifts-Kirche Zur Alten Kapelle in Regensburg veranstalteten Trauergottesdienste für die in dieser Schlacht gefallenen baierischen Krieger, den 22. April 1811.
- Trauerrede bey dem feyerlichen Exequien für den König Max. Jos. von Bayern : gehalten den 22. Okt. 1825.
- Predigt bey der fünfzigjährigen Jubelhochzeit des Herrn Jakob Weinzierl, Wirthes in Neuhausen, und dessen Gattinn, der Frau Maria Katharina Weinzierl, gebornen Neumayr den 21. Jäner 1817.
- Kurze Geschichte des Gottesackers der Pfarrey zum heiligen Rupert in Regensburg, nebst der bey der Einweihung des daselbst erbauten Kirchleins gehaltenen Rede.
- Eröffnung der Anstalt für heilbare und unheilbare Blinde in Regensburg : am 5ten Mai 1816 ; nebst der dabei vorgetragenen Rede, und den am Schluße abgesungenen Liedern ; zum Besten des Blindeninstitutes.